# 保衛基輔獎章

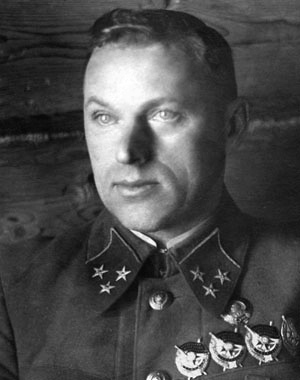
蘇聯元帥康斯坦丁·康斯坦丁諾維奇·羅科索夫斯基，保衛基輔獎章的獲獎者

保衛基輔獎章（俄语：Медаль «За оборону Киева»）是蘇聯在1961年6月21日由蘇聯最高蘇維埃主席團設立的一種戰役獎章，以嘉許及認可蘇聯平民及軍事人員在1941年6月到9月期間在基輔對德國軍隊的艱苦及英勇抗戰。有約10萬軍民獲得此獎章。此獎章是唯一一枚在戰後才設立的蘇聯戰役奖章。

## 獎章歷史
保卫基辅奖章是唯一一枚在蘇德戰爭结束15年以后才设立的保卫系列戰役奖章。相比其他戰役，1941年的基輔戰役相對「不光彩」，甚至被認為是歷史上最大規模的包圍戰，因此蘇聯官方一直對此戰役避而不談。
赫鲁晓夫曾在1944年就提议设立此枚奖章，但是遭到了斯大林的拒绝。最後，在赫鲁晓夫成為苏联共產黨总书记後，紀念基輔戰役的獎章終於得以設立。

## 頒授情況
保衛基輔獎章授予給所有參與基輔保衛戰的紅軍、紅海軍及內務人民委員部隊的軍事人員、參與保衛戰的民兵、地下抵抗組織成員、游擊隊隊員與平民，以及在提供軍需品給前線使用的工厰工作的工人。
此獎章是以蘇聯最高蘇維埃主席團的名義頒授，根據所在部隊主官、軍事醫療機構、地區或城市政府，所發出的有關其實際參與情況的文件而頒發。
現役人員的獎章由其部隊主官頒授，退役人員從所在社區的分區、城市或地區軍事委員獲得其獎章，平民獲獎者則由基辅州或城市蘇維埃頒授。與獎章同時頒發的還有一張證書。
對於在戰役中陣亡或在獎章設立前去世的獲獎者，此獎章將追授予其家人。

## 獎章制式
保衛基輔獎章採用五邊形綬帶，主體為32毫米的黃銅製圓形獎章，兩側有凸起邊緣。
奖章正面的背景为屋頂飄揚著旗幟的乌克兰苏维埃社会主义共和国最高苏维埃大楼。大楼前為一排戰士，由近至遠分別是红军士兵、紅海軍水兵、工人和女游击队队员，四人手持步槍，面朝左方。奖章頂部边缘的左邊寫着「為了保衛」（俄语：«ЗА ОБОРОНУ»），右邊寫着「基辅」（俄语：«КИЕВА»）；中間被屋頂的旗幟的分隔。獎章底部有叠起着的丝带，丝带上有一颗五角星，两侧延伸出月桂树的枝叶。
獎章背面的上方為锤子与镰刀标志，下方為俄文「為了我們的祖國蘇聯」（俄语：«ЗА НАШУ СОВЕТСКУЮ РОДИНУ»）。
保衛基輔獎章採用浅橄榄色波纹绸绶带，宽24毫米，绶带一条宽4毫米的红色条纹和一条宽2毫米的浅蓝色条纹，象征乌克兰苏维埃社会主义共和国国旗。
保衛基輔獎章一般佩戴在左胸，當存在其他蘇聯勳章獎章時，應配戴在保衛史達林格勒獎章之後，保衛高加索獎章之前。
如果佩戴了其它俄羅斯聯邦勳章或獎章，則後者具有優先權。

## 部分获奖者
以下為保衛基輔獎章的部分獲獎者（以最高軍銜排列）：
- 苏联元帅康斯坦丁·康斯坦丁诺维奇·罗科索夫斯基
- 苏联元帅伊萬·霍夫汉内斯·巴格拉米扬
- 大将伊万·伊万诺维奇·费久宁斯基
- 上將亚历山大·伊里奇·罗季姆采夫（英语：Alexander_Rodimtsev）
- 炮兵专家、上校伊万·费德罗维奇·拉德加（英语：Ivan Ladyga）

## 延伸閱讀
- 基輔戰役 (1941年)
- 基輔戰役 (1943年)
- 基輔

## 外部參照
- Legal Library of the USSR（页面存档备份，存于）